# Soham El Wardini

Soham El Wardini auf der Abschlussfeier der Olympischen Sommerspiele der Jugend 2018 in Buenos Aires

Soham El Wardini (* 1953 in Latmingué, Region Kaolack) ist eine senegalesische Politikerin und ehemalige Bürgermeisterin von Dakar. Sie war die erste stellvertretende Bürgermeisterin der Stadt und die erste Frau, die Bürgermeisterin des freien Dakar wurde, nach der Unabhängigkeit Senegals von Frankreich und der kurzzeitig existierenden Mali-Föderation.

## Leben
Wardini wurde 1953 als Tochter einer senegalesischen Mutter und eines libanesischen Vaters in der ländlichen Gemeinde Latmingué, der Region Kaolack, im heutigen Senegal geboren. Nach dem Tod des Vaters, einem Erdnusshändler, zog die Familie in die Stadt Kaolack, wo sie das Gymnasium besuchte.
Im Jahr 1970 nahm sie bei Schönheitswettbewerben zur Wahl der „Miss Senegal“ und der „Miss Senegambia“ teil; sie wurde Zweitplatzierte bei der Wahl zur „Miss Senegambia“.
An der Scheich-Anta-Diop-Universität (UCAD), damals Universität Dakar, studierte sie Englische Sprache und unterrichtete später an verschiedenen Hochschulen.

## Karriere
Im Jahr 1999 schloss sich Wardini der AFP an, der „Allianz der Kräfte des Fortschritts“ (frz. Alliance des forces de progrès) von Moustapha Niasse. Nach der Spaltung der AFP im Jahr 2012 schloss sie sich der Fraktion des damaligen Bürgermeisters von Dakar an, Khalifa Sall, und wurde 2014 dessen Stellvertreterin – die erste und bislang einzige stellvertretende Bürgermeisterin in der Geschichte der Stadt. Am 30. März 2017 wurde Khalifa Sall wegen der Veruntreuung von öffentlichen Geldern in Höhe von 1,8 Milliarden CFA-Franc zu fünf Jahren Haft verurteilt. Soham El Wardini fungierte ab diesem Zeitpunkt als Interimspräsidentin und traf Sall einmal pro Woche im Gefängnis von Rebeuss. Am 31. August 2018 entließ Präsident Macky Sall Khalifa Sall schließlich mittels Präsidialdekret aus dem Amt, womit auch Wardinis Amtszeit als stellvertretende Bürgermeisterin endete und der Weg zu Neuwahlen frei war.
Im September 2018 kandidierte Wardini für das Amt der Bürgermeisterin von Dakar. Sie wurde am 29. September 2018, im ersten Wahlgang, mit einer Mehrheit von 64 von 90 abgegebenen Stimmen durch den Stadtrat gewählt und setzte sich gegen die Gemeinderäte Banda Diop mit 13 Stimmen und Moussa Sy mit 11 Stimmen durch. Weder die Alliance pour la République (APR; Regierungspartei im Senegal), noch die Sozialistische Partei (frz. Parti Socialiste du Sénégal) von Ousmane Tanor Dieng drängten auf einen anderen Kandidaten. Damit ist Wardini die erste Frau, die seit der Unabhängigkeit des Landes Bürgermeisterin von Dakar wurde.
Am 8. Oktober 2018 stimmte die 133. IOC-Session einstimmig dafür, dass Dakar die Olympischen Jugend-Sommerspiele 2022 ausrichten soll: die ersten Olympischen Spiele in Afrika. Während der Abschlusszeremonie der Olympischen Jugend-Sommerspiele 2018 überreichten der Bürgermeister von Buenos Aires, Horacio Rodríguez Larreta, und Thomas Bach, Präsident des Internationalen Olympischen Komitees (IOC) die olympische Flagge symbolisch an Wardini. Aufgrund der COVID-19-Pandemie kam es zu einer Verschiebung in das Jahr 2026.
Soham El Wardinis Amtszeit endete nach über drei Jahren als Bürgermeisterin Dakars am 23. Januar 2022, da sie bei den nächsten Kommunalwahlen nicht mehr kandidieren konnte. Ihr Nachfolger ist Barthélémy Dias.